# Margie Profet
Margaret J. « Margie » Profet (7 août 1958) est une biologiste de l'évolution américaine, sans formation en biologie.

## Théories
Profet est à l'origine d'une controverse lors de la publication de ses découvertes sur le rôle de l'évolution darwinienne dans les menstruations, les allergies et les nausées matinales,. Elle affirme que ces trois processus ont évolué pour éliminer les pathogènes, les cancérogènes et autres toxines du corps.
Profet publie ensuite deux livres à succès tout aussi controversés, Protecting Your Baby-To-Be: Preventing Birth Defects in the First Trimester (protéger votre enfant à naître : prévenir les problèmes à la naissance lors du premier trimestre) en 1995 et Pregnancy Sickness: Using Your Body's Natural Defenses to Protect Your Baby-To-Be (maladie de la grossesse : utiliser les propres défenses de votre corps pour protéger votre enfant à naître) en 1997.

## Controverse
Ses détracteurs font valoir que peu ou pas de preuves expérimentales soutiennent la théorie de Profet. Mais ses supporteurs, dont l'anthropologiste de l'U.C. Santa Barbara Donald Symons (en) et le toxicologue de l'U.C. Berkeley Bruce Ames, considèrent son travail comme pionnier dans l'analyse de la théorie de l'évolution.
En 2008, les chercheurs de l'université Cornell Paul et Janet Shellman-Sherman découvrent que la théorie de Profet qui affirme que les allergies sont une évolution permettant d'expulser des toxines et des agents cancérigènes — la prétendue « hypothèse de la prophylaxie » — peut expliquer des observations mystérieuses datant de 1953 et ré-observées plusieurs fois depuis : les personnes ayant des allergies ont moins de risques de développer certains cancers, en particulier les gliomes,.

## Couverture médiatique
Lorsque Profet gagne le Prix MacArthur en 1993, les médias internationaux commencent à parler d'elle. La journaliste du New York Times Natalie Angier annonce que la théorie de Profet qui affirme que les menstrues protègent les voies génitales chez les mammifères femelles est une « vision radicalement nouvelle ». Le Scientific American, le Time, l’Omni, et même People Magazine publient tous des portraits détaillés de cette scientifique prodige et non-conformiste de 35 ans,,,.

## Formation
Diplômée de l'université Harvard en philosophie politique en 1980 et de l'université de Californie à Berkeley où elle reçoit en 1985 un bachelor en physique, Profet reprend ses études en 1994 et étudie les mathématiques à l'université de Washington à Seattle où elle obtient un statut de chercheur invité dans le département d'astronomie. Quelques années plus tard elle retourne à Harvard pour y étudier les mathématiques.

## Disparition et réapparition
Profet est vue pour la dernière fois à Cambridge, dans le Massachusetts. Les amis et collègues rapportent qu'elle a disparu de ce lieu en 2005,.
Son sort est inconnu pendant sept ans, Profet est localisée à Boston, après avoir connu ces années la pauvreté et la maladie. Elle retrouve sa famille en Californie du Sud le 16 mai 2012,,.